# USS Jonas Ingram (DD-938)
USS Jonas Ingram (DD-938) là một tàu khu trục lớp Forrest Sherman từng hoạt động cùng Hải quân Hoa Kỳ trong giai đoạn Chiến tranh Lạnh. Nó là chiếc tàu chiến duy nhất của Hải quân Hoa Kỳ được đặt cái tên này, theo tên Đô đốc Jonas H. Ingram (1886–1952), người từng được tặng thưởng Huân chương Danh dự trong cuộc đổ bộ lên Vera Cruz năm 1914, và sau này từng đảm nhiệm Tổng tư lệnh Hạm đội Đại Tây Dương trong Chiến tranh Thế giới thứ hai. Nó đã dành phần lớn quãng đời hoạt động để phục vụ tại các khu vực Đại Tây Dương, Địa Trung Hải và vùng vịnh Ba Tư, cho đến khi xuất biên chế vào năm 1983. Con tàu cuối cùng bị đánh chìm như một mục tiêu vào năm 1988.

## Thiết kế và chế tạo
Khi đưa vào hoạt động, lớp Forrest Sherman là những tàu khu trục Hoa Kỳ lớn nhất từng được chế tạo, dài 418 foot (127 m) và trọng lượng choán nước tiêu chuẩn 2.800 tấn (2.800 tấn Anh). Nguyên được thiết kế theo dự án SCB 85, chúng được trang bị ba pháo 5 inch (127 mm)/54 caliber trên ba tháp pháo đơn (một phía mũi, hai phía đuôi tàu), bốn pháo phòng không 3 inch (76 mm)/50 caliber trên hai tháp pháo đôi, cùng súng cối Hedgehog và ngư lôi chống ngầm.
Jonas Ingram được đặt lườn tại xưởng tàu của hãng Bethlehem Steel Corporation ở Quincy, Massachusetts vào ngày 15 tháng 6, 1955. Nó được hạ thủy vào ngày 7 tháng 8, 1956, được đỡ đầu bởi bà bà Lawrence C. Hays, Jr., con gái đô đốc Ingram, và nhập biên chế cùng Hải quân Hoa Kỳ tại Xưởng hải quân Boston vào ngày 19 tháng 7, 1957 dưới quyền chỉ huy của Hạm trưởng, Trung tá Hải quân G. L. Rawlings.

## Lịch sử hoạt động
Sau khi hoàn tất việc chạy thử máy tại vùng biển Caribe và dọc theo bờ biển Nam Mỹ, Jonas Ingram rời Boston, Massachusetts vào ngày 26 tháng 2, 1958 để hoạt động tuần tra tại vùng biển Tây Ấn. Sau đó nó khởi hành từ Newport, Rhode Island vào ngày 2 tháng 9 cho một lượt phục vụ cùng Đệ Lục hạm đội tại khu vực Địa Trung Hải. Quay trở về Newport vào ngày 12 tháng 3, 1959, nó lại lên đường vào ngày 16 tháng 6, đi đến Mayport, Florida, nơi nó phục vụ như tàu thu hồi cho một cuộc phóng thử nghiệm một đầu đạn trong khuôn khổ Chương trình Mercury ngoài khơi bờ biển Florida vào ngày 25 tháng 6. Trong vai trò soái hạm của Chuẩn đô đốc E. C. Stephen, Tư lệnh Lực lượng Nam Đại Tây Dương, nó lên đường vào ngày 24 tháng 8, tham gia các cuộc tập trận phối hợp với Hải quân Pháp và Hải quân Nam Phi, đồng thời viếng thăm chín quốc gia Châu Phi trước khi quay trở về Mayport vào ngày 15 tháng 11.
Jonas Ingram sau đó phục vụ canh phòng dọc theo tuyến đường khi chuyến bay đưa Tổng thống Dwight D. Eisenhower đi sang tham dự Hội nghị Paris vào tháng 5, 1960, và một lần nữa phục vụ như tàu thu hồi cho một chuyến bay khác của Chương trình không gian Mercury. Nó khởi hành vào ngày 15 tháng 3, 1961 để đi sang vùng biển Châu Phi, tham gia vào những nỗ lực gìn giữ hòa bình của Liên Hiệp Quốc tại Congo. Sau khi quay trở về nhà vào ngày 8 tháng 9, nó lại lên đường vào ngày 18 tháng 10 để tham gia cuộc tập trận của Khối NATO tại vùng biển Bắc Âu, và quay trở về vào ngày 21 tháng 12.
Trong hai năm tiếp theo, Jonas Ingram luân phiên các lượt biệt phái phục vụ tại Địa Trung Hải với các hoạt động tại chỗ từ căn cứ Mayport. Tại Malta vào ngày 21 tháng 9, 1964, nó là một trong số bốn tàu chiến đại diện cho Hoa Kỳ tham dự buổi lễ Anh Quốc trao trả độc lập cho đảo quốc này. Cũng trong chuyến đi này nó đón lên tàu bốn sĩ quan Hải quân Thổ Nhĩ Kỳ trong khuôn khổ chương trình trao đổi kinh nghiệm của Khối NATO, kéo dài trong bốn tuần lễ. Nó quay trở về vùng biển nhà kịp lúc để tiếp tục phục vụ như tàu thu hồi cho một chuyến bay không người lái trong khuôn khổ Chương trình Gemini vào tháng 12. Con tàu tiếp tục các hoạt động thực hành chống tàu ngầm tại Đại Tây Dương vào tháng 2, 1965, và tham gia cuộc Tập trận Springboard tại vùng biển Caribe trong tháng 3. Sang mùa Hè, con tàu thực hiện chuyến viếng thăm hữu nghị sang vùng Trung Đông, viếng thăm Djibouti, Somaliland thuộc Pháp; Berbera, Somalia; Aden, Yemen; Karachi, Pakistan; và Beirut, Lebanon.
Quay trở về Mayport vào mùa Thu, Jonas Ingram lại phục vụ như tàu thu hồi cho chuyến bay của tàu không gian Gemini 6 đưa các phi hành gia Walter Schirra và Thomas P. Stafford lên quỹ đạo quanh trái đất vào tháng 12. Sau các hoạt động thường lệ tại vùng biển Đại Tây Dương và Caribe vào đầu năm 1966, nó tiếp tục đi sang Địa Trung Hải để hoạt động cùng Đệ Lục hạm đội. Vào tháng 9, 1966, nó tháp tùng tàu khu trục Stribling (DD-867) đi sang Port Said, trở thành chiếc tàu chiến Hoa Kỳ đầu tiên viếng thăm Ai Cập trong gần 15 năm. Nó quay trở về nhà vào ngày 20 tháng 10, rồi tham gia vào cuộc Tập trận Lantflex 66-2 được tổ chức tại vùng biển Caribe trong tháng 11 và kéo dài cho đến giữa tháng 12. Nó tiếp tục hoạt động tại chỗ từ Mayport cho đến khi lên đường vào ngày 17 tháng 7, 1967 để đi sang Địa Trung Hải. Nó đi đến Gibraltar vào ngày 29 tháng 7 và hoạt động cùng Đệ Lục hạm đội cho đến mùa Thu.

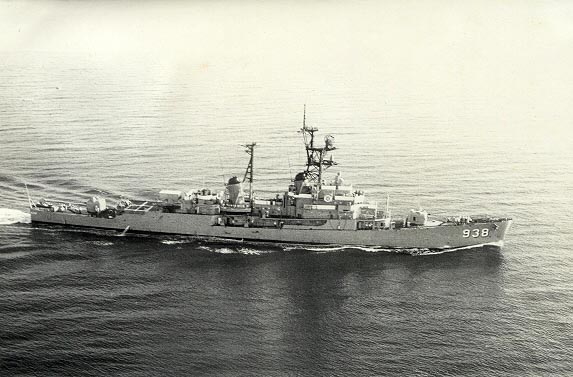
Jonas Ingarm vào năm 1972, sau khi hiện đại hóa khả năng chống ngầm.

Đi đến Xưởng hải quân Philadelphia, Jonas Ingram được tạm thời xuất biên chế để được đại tu đồng thời hiện đại hóa nhằm nâng cao năng lực chống ngầm. Một tháp pháo 5-inch Mark 42 phía đuôi được thay thế bằng một dàn tám ống phóng tên lửa chống ngầm RUR-5 ASROC; hệ thống động lực cũng được nâng cấp để sử dụng nhiên liệu phản lực JP5 thay vì dầu cặn. Con tàu tái biên chế trở lại tại Philadelphia vào tháng 8, 1970 và quay trở về cảng nhà tại Mayport, Florida.
Trong lượt hoạt động tại các khu vực Địa Trung Hải, Ấn Độ Dương và vùng vịnh Ba Tư từ tháng 3 đến tháng 10, 1973, vào ngày 25 tháng 6, Jonas Ingram nhận được tín hiệu cầu cứu S.O.S. từ chiếc tàu Ấn Độ Saudi, vốn đã bị lật úp do biển động nặng tại vùng bờ biển Somalia. Nó đã di chuyển trong đêm để đến hiện trường, cứu được nhiều người sống sót đang bám trên các mảnh vỡ, vớt được tám thi thể nạn nhân, nhưng vẫn còn 97 người mất tích; các nạn nhân được chuyển lên bờ tại Djibouti. Đến ngày 4 tháng 10, 1976, chiếc tàu khu trục lại tiếp tục cứu vớt bảy người sống sót từ một chiếc xuồng máy Phần Lan bị đắm trong biển Baltic; họ được đưa lên bờ tại Karlskrona, Thụy Điển.
Trong những năm tiếp theo, Jonas Ingram còn được phái sang hoạt động tại khu vực Địa Trung Hải trong bốn lượt: từ tháng 1 đến tháng 8, 1977; từ tháng 4 đến tháng 10, 1978; từ tháng 11, 1980 đến tháng 3, 1981; và từ tháng 1, 1982 đến tháng 10, 1983. Chiếc tàu khu trục được cho xuất biên chế vào ngày 4 tháng 3, 1983, rồi rút tên khỏi danh sách Đăng bạ Hải quân vào ngày 15 tháng 6, 1983. Con tàu cuối cùng được sử dụng như một tiêu thực hành, bị đánh chìm bởi ngư lôi Mark 48 vào ngày 23 tháng 7, 1988.